# Macroplea japana
Macroplea japana — вид жуків з родини листоїдів, підродини Donaciinae. Зустрічається в Японії та Приморському краї. Жук довжиною до 6 мм. Раніше вважався підвидом Macroplea mutica.